# Hakudó Nakajama
Hakudó Nakajama (japonsky 中山博道, Hakudó Nakajama; 1872-1958), též známý jako Hiromiči Nakajama, byl japonský šermíř soke školy Šindó Munen rjú kendžucu, stvořitel školy Musó Šinden rjú iaidžucu. Byl také znám svým uměním Šintó Musó rjú džódžucu a kendó. Říkalo se mu „Kendó no kamisama“ v překladu „Bůh kendó“ za jeho šermířskou zručnost, ve své době byl považován za jednoho z nejlepších šermířů Japonska.

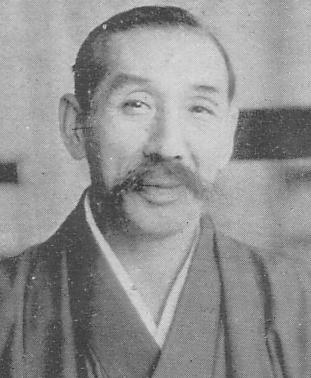
Nakayama Hakudo

## Biografický přehled
1872 (0 let věku) - Narodil se v Japonsku (ve městě Kanazawa v oblasti Išikawa area) - jiné zdroje uvádějí 11. ledna 1873 nebo 1869.
- jeho rodina patřila k vazalům velkého samurajského klanu Maedů v Išikawské oblasti. /* 12 */
1880 (8 let věku) - Hakudo odchází od své rodiny žít s rodinou obchodníků do Tomijamy /* 12 */
1880 (8 let věku) - Hakudo se začíná učit horlivě hru Go. /* 12 */
1886 (14 let věku) - Hakudo je považován za experta ve hře Go. /* 12 */
1888 (16 let věku) - Hakudo se stěhuje do Tokia. /* 12 */
1889 (17 let věku) - Hakudo hraje GO s Negiši Šingorem, jenž je hlavou šermířského Jušinkan dodžó (kendžucu Šindo Munen rjú - odvozená škola od Šinkage rjú), tato hra mu změní život /* 12 */
1889 (17 let věku) - Hakudo se stává členem dodžó senseje Negiši Šingora /* 3, 12 */
1895 (23 let věku) - Hakudo dostává Mokuroku - je to první svitek ve škole (není to žádný certifikát o technickém umění) /* 12, 13 */
1899 (27 let věku) - Hakudo dostává Džun-Menkjó - druhý svitek v Šindo Munen Rjú /* 13 */
1903-4 (31/32 let věku) - Hakudo dostává Menkjó v Šindó Munen Rjú od Negiši Senseie (je to nejvyšší svitek školy) /* 13 */
- - Hakudo se žení s dcerou Šingora a byl adoptován (přijat) do rodiny Negiši /* 12 */

1905 (33 let věku) - Hakudo dostává Menkjó-Džio (certifikát typu kirigami-zdobený, skládaný ) od Negišiho senseie a dělá z něj sedmého Sokeho of Šindó Munen Rjú /* 13 */
1905 (33 let věku) - Dědí Jušinkan dodžó od senseje Negišiho. /* 13 */
1905 (33 let věku) - Hakudo stěhuje dodžó do Korakuen (v pozdějších letech jej ještě přesouvá do Jutendži). /* 13, 12 */
- - Hakudo studuje Jamaguči Itto rjú kendžucu pod Teraiem Ičitaró /* 12 */

1907 (35 let věku) - Hakudo se stává kendo instruktorem na střední škole v Šimotsumě - působí tam do roku 1931 /* 8 */
1909 (37 let věku) - Omura Judži (1894-1980) začíná studovat umění meče pod Hakudem Nakajamou. /* 2 */
- - Nakayama sensei se učil Šintó Muso rjú džó od Učidy Rjógoro. (V raných letech 20. století přišel Učida Rjógoro do Tokia za obchodem, učil džódžucu vysoce postavené lidi japonské společnosti té doby)

1917 (44 let věku) - sensejové Naito Takadži, Takano Sasaburo, Kadona Tadaši, Nakajama Hakudo a Minatobe Kuniharu dodatečné přidali další kendó kata do standardu
- - Hakudo obdržel pozvání jít studovat šerm do Tosy (provincii na 'Šikoku') od Itagaki Taisukeho (1837-1919) /* 11 */

- - Hakudo byl odmítnut Jukimunem Sadajošim (skutečná “šedá eminence” iai v Tosa) z důvodu, že byl cizinec, jelikož nepocházel z Tosa /* 21 */

- - 'Oe Masamiči' (Tanimura ha, Šimomura ha) nabídnul Nakajamovi se jen dívat na jeho 5 denní veřejnou výuku a dal mu tak možnost porozumět jeho technice /* 21 */

- - Hakudo zřejmě po této ukázce cvičí to, co viděl a jeho odhodlání způsobuje, že ještě týž rok nebo až příští rok jej za svého žáka přijme Hosokawa Jošimasa /* 21 */

- - Nakajama sensej studuje 'Omori rjú', Muraku rjú, Eišin rjú (Šimomura-ha) v Tosa pod Hosokawou (Gišó) Jošimasou (Jošiuma) /* 11 */

- - Nakajama sensei obdržel pouze Menkjó od senseje Hosokawy v Omori rjú. /* */

- - Nakajama jezdí do Koiči v oblasti Tosa jednou ročně na 4 měsíce pobytu, kde studuje iai - takto to probíhalo po celé roky, také s ním jezdí též jeho žáci /* 13 */

- - Nakajama také studuje iai Šimomura-ha pod Jukimunem Sadajošim, od tohoto učitele nedostal žádné potvrzení o předání /* 15 */

- - Jeho další učitel iai z Tosa byl sensei Tanimura-ha Morimoto Hokušin Tokumi. /* 11 */

- - Nakajama Hakudo obdržel nějaké dokumenty o přenosu (zvládnutí) školy od Morimota Tokumiho - zřejmě Menkjó Kaiden (v Ejšin rjú se nazývá Kongen no maki) /* 21 */

1922 (49 let věku) - Hakudo se stává mistrem větvě Šimomura ./* 12 */
1924 (52 let věku) - Hakudo vydal knihu Kendo Tekibiso.
1925 (53 let věku) - v období kolem roku 1930 byl Hakudo nejvíce známým členem skupiny, jenž sestavuje osnovy pro výuku boje s mečem na Tojamské vojenské akademii. Bývá pak označován za otce Tojamského stylu umění meče.
1927 (55 let věku) Bývá označen za mistra džódó, obdržel Menkjó Kaiden několik let předtím, jelikož jeho učitel mistr Učida zemřel v roce 1921 /* 12 */
- - Nakajama Hakudo byl členem skupiny lidí, která pozvala Šimizu Takadžiho (mladého mistra ŠMR džódžucu) do Tokia /* 27 */

- - Nakajama sensej v té době se také učil 'judo' a byl zastáncem myšlenky, aby v rámci juda se vyučovalo i džódó, pak by styl byl opravdu hodně silný - na dálku boj s džó, na blízko techniky juda /* 27 */

- - Hakudo nabízí sdílení svého dodžó Gičinu Funakošimu ke cvičení pro jeho skupinu karate. /* 7 */

1930 (58 let věku) - Hakudo s Takakano Sasaburo předvádí Nihon Kendo Kata /* 14 */
1931 (59 let věku) - Matsuo Kenpu (Hiroši) sensei se stává členem Jušinkan dódžó. /* 5 */
1932 (60 let věku) - Hakudo poprvé používá termín Iaido. /* 12 */
1933 (61 let věku) - Hakudo představuje poprvé svou školu na Kjotó taikai.
- - Hakudo vyučoval šerm u elektr. společností Mitsui a Micubiši /* 12 */

- - Hakudo vyučoval šerm na Keio univerzitě /* 12 */

- - Hakudo vyučoval šerm na policejní akademii Keišičó /* 12 */

- - Hakudo testoval množství moderních mečů vyrobených mečíři Kanetokim (Kanemiči), Jošičika /* 12,18,19 */

1940 (68 let věku) - Hakudo provedl ukázku iai (Hasegawa Eišin rjú kata) před císařem /* 14 */
1945 (73 let věku) - Hakudo byl učitelem šermu císařské gardy do konce 2.sv. války /* 16 */
- - Hakudo opouští bojová umění a vrací se k nim v polovině roku 1950 /* 12 */

- - Hakudo byl také velmi zainteresován v nově vzniklé International Martial Arts Federation, IMAF /* 17 */

1952 (80 let věku) - Hakudo uděluje 9.dan Matsuo Kenpu (Hiroši). /* 5 */
1955 (83 let věku) - Hakudův iai styl je pojmenován jako Muso Šinden rjú (do te doby se používalo jméno Musó Šinden rjú Battó džucu”).
- - Nakayama Hakudo byl členem Zen Nihon Iaido Renmei komise v Osace /* 23 */

1958 (86 let věku) - Hakudo umírá 14. prosince 1958.
Nakajama sensei měl hodně studentů kendžucu, iaidžucu nebo jiných stylů během svého života, ale jen malá část z nich obdržela některá potvrzení o předání.
Zde jsou jména některých jeho žáků:
Haga Džúniči, Nakakura Kijoiši, Nakadžima Gorozo, Nakajama Zendo (Hakudův syn), Hašimoto Tojo, Saitó Isamu, Matsuo Kenpu, Danzaki Tomoaki, Kimura, Jamatsuta Džukiči, Kamimoto Eiiči /* 6 */
Morihiro Okada, Noma Hisaši (kendó)
Někteří ze Nakajamových žáků jako například Danzaki Tomoaki, Nakajama Zendo jezdili do Koči na Šikoku spolu s ním za jeho iai učiteli.
Nakajama sensei vyučoval ve svém Júšinkan dódžó více stylů boje se zbraněmi:
'Šindó Munen rjú', 'Musó Šinden rjú', 'Šintó Musó rjú', 'kendó', 'Teču rjú', 'Keši rjú'
Nakajama Hakudo nebyl veliké postavy 5’2” (cca 158 cm), ale používal ke cvičení dlouhé meče v rozmezí 31” až 33” (78 až 84 cm neboli 2.6 - 2.77 shaku ). Pro příklad dnes standardně prodejci mečů doporučují používat meč o 2.55 shaku člověku, jenž je 185 cm vysoký.